# Ixyophora
Ixyophora é um género botânico pertencente à família das orquídeas (Orchidaceae).